# Eddy Leppens
Eddy Leppens (Neerpelt, 3 december 1969) is een Belgisch carambolebiljarter.

## Levensloop
Leppens werd in bijna alle spelsoorten Belgisch kampioen. Hij won in 1993 de Beker van België driebanden en legde zich daarna vooral toe op die spelsoort. Hij werd nationaal kampioen in het libre (in 1995, 2000 en 2007), kader 47/1 (in 1993), kader 71/2 (in 1991) en bandstoten (in 1993, 1994 en 1995). Op het nationaal kampioenschap driebanden speelde en verloor hij de finale in 2004 en 2006.
Leppens eindigde op het wereldkampioenschap driebanden in 1998 op de vierde plaats en in 2005 op de gedeelde derde plaats en op het Europees kampioenschap driebanden in 2000 op de derde plaats. Bij het bandstoten eindigde hij in 2006 als derde op het Europees kampioenschap en in 2007 als derde op het wereldkampioenschap. In 1993 eindigde hij als derde op het wereldkampioenschap 71/2.